# クリアカード
クリアカードは、CLAMPによる漫画『カードキャプターさくら』の続編「クリアカード編」に登場する魔法のカード。
本稿では、漫画版・テレビアニメ（以下アニメ）版双方に登場するだけでなく、アニメのオリジナルも含む全てのクリアカードについて記述する。

## クリアカード
この編でさくらが集めることになるカードである。作中にて発生する不思議な現象を固着（セキュア）することにより生成されるカード。透明化したさくらカードとは別の物であり、さくらの魔力によって作られたことが判明している。特徴としては全体的に透けているが一方から見ると透けていない。
クロウカード（さくらカード）とクリアカードの相違点を上げると
- 固着したクリアカード自体は魔力は持たず「夢の鍵」でしかそのカードの効果を発揮できない[5][注 2]。
- カードの漢字はクロウカードではホープ（希望）を除いて一文字ではあるが、クリアカードでは全て二文字である。
- 英語名に「THE」がない。
- カードの性格が分からない、声を発しない（例外もいる）。
- 人型のクロウカードのカードでの姿は目が閉じているのに対して、人型のクリアカードのカードでの姿は目が開いている。
- アニメでのさくらカードになる前のクロウカードはカードの力を抑えた者を所有者として認める設定があるため小狼所有のカードがあったが、クリアカードは全てさくらのものになっている。

などがある。

## クリアカードの種類
現在発売されているクリアカード編11巻までに20枚とアニメオリジナルカード5枚、合計25枚が登場している。
以下において、カードの並び順は原作（またはアニメ）で固着された順に準ずる（コミックス未発売巻も含めれば、28枚とアニメオリジナルカード5枚、合計33枚）。

### 原作・アニメ共に登場
ゲール（GALE）「疾風」（3話〈アニメ1話〉）
羽と尾っぽがカミソリ刃のような刃を持つ虫のような生物が描かれたカード。さくらがクロウカードの風（ウィンディ）と同じように最初に固着して手に入れた。夢の鍵を手に入れた日の朝、登校中に急な突風となりさくらの前に現われた。
風（ウィンディ）と同じ風の能力のカードだが相手を包み込んで拘束するという補助的な効果ではなく、鎌鼬のような突風を飛ばし相手を攻撃するという攻撃手段のカードである。
その威力は通学路の桜の木を切り、地面を引き裂く程で一気に複数の突風を飛ばすことが可能。
シージュ（SIEGE）「包囲」（4話〈アニメ2話〉）
特徴的な模様の立方体が描かれたカードで対象を空間に閉じ込める能力を持つ。さくらの部屋を一瞬のうちに包囲して特殊な空間に閉じ込めた。
クロウカード及びさくらカードの迷（メイズ）及び錠（ロック）に似ている能力のカード。包囲する点などにおいては影（シャドウ）にも近い。だがその空間は触れることができず動けば動くほど空間も動くため、身動きが取れなくなってしまう。形状はゴムのように柔らかく、鋭利な物で刺せば脱出することが可能（固着する際に知世が持っていたまち針で風船を割る要領で破裂させて脱出することができた）。指示を付加する事で硬度を調整したり透視化することが可能。
包囲できるものはなんでも包囲することができる（水なども可能な様子）。固着する際の使用頻度が高いカードでもある。
桜の魔力が強くなったことで、強度が増し、海渡の魔法を防いださいの事をその中にいた時の事だけを覚えていた事で、海斗が魔術師である事や「時間」を操る術が使える事が知られる。それにより、モモが「術」は認識された瞬間に綻ぶ、今まで時を戻してなかったことにしていたことが、進まなかった全てがこれで動き出す、と言っている。
アクア（AQUA）「水源」（5話〈アニメ3話〉）
渦を巻いている水の鳥が描かれたカードで大量の水を操ることで形状を変えて対象を拘束することなどができる。クロウカード及びさくらカードの水（ウォーティ）と雨（レイン）に近い。
その能力で友枝町に止むことがない雨を降らせた。
リフレクト（REFLECT）「反射」（6話〈アニメ3話〉）
光を帯びた羽が透明になっている蝶が描かれたカード。特殊な壁を作って受けた攻撃を跳ね返すことが出来る。
クロウカード及びさくらカードの盾（シールド）及び鏡（ミラー）の能力に近い。
アクション（ACTION）「行動」（8話〈アニメ4話〉）
噛み合った数個の歯車が描かれたカードで対象物を自在に動かすことができる。さくらの指示に沿った行動を取るかは不明だが、少しだけなら沿った行動ができる様子は作中で描かれている。クロウカード及びさくらカードの移（ムーブ）に近い。友枝中学校の校庭に植えてある木々を動かした。
元の位置に戻す際も能力を使用しなければならず、ただ動かすだけの能力であるがゆえに使い道には難儀する様子。
レコード（RECORD）「記録」（10話〈アニメ6話〉）
翼が生えた記録器で手前に羽根ペン（アニメでは記録は二眼レフカメラ）が描かれたカードで映像を記録することができる。
細かい指示がないと映像を記録することができない。使い方によっては、現在だけではなく過去の出来事を記録して投影することや夢を記録して投影することも可能。
フライト（FLIGHT）「飛翔」（10話〈アニメ7話〉）
透明で下部分が翼のようになっている中心に結晶が取り付けられた蝶のような姿が描かれたカード（固着する前は両端にヒラヒラが付いた結ぶ前の解けたリボンのような姿をしていた）。
クロウカード及びさくらカードの翔（フライ）と同じ飛行能力を持ち、対象の背中に取り付くことで飛行することが出来るが、クロウカード及びさくらカードの翔（フライ）とは違い、自由自在に飛行が可能。
原作では記録の後に固着したとされており、螺旋のカードを固着する際に初登場したがアニメでは記録が固着された次の回で固着したシーンが描かれた。クリアカードの中で唯一、意思があるような素振りを見せており、さくらにとても懐いている様子でそれが災いすることもしばしば。
ルシッド（LUCID）「透過」（12話〈アニメ8話〉）
煌めく透明なベールが描かれたカードで対象（人や物）を透明にして見えなくする能力を持つ。秋穂の家（元はエリオルの家）の書庫の本棚の本を数冊、透明化させていた。
アニメではさくら達が夜中に水族館に忍び込んだ際に警備員の視線を掻い潜るために使用された。ケルベロスに優秀なカードと評されるが長時間の使用にはあまり向かない様子。
スパイラル（SPIRAL）「螺旋」（13話〈アニメ9話〉）
螺旋階段のように並んだ台形と円の幾何学模様が描かれたカード。対象を螺旋させる・螺旋の中に閉じ込める能力を持つ。また、対象を螺旋の中に閉じ込めて圧縮する能力もある。
アニメでは水族館（原作では植物園）の水槽の中に潜んでおり、水槽を破壊したりガラスを割るなどした。
螺旋に閉じ込めるという点ではクロウカード及びさくらカードの嵐（ストーム）に近い。
スヌーズ（SNOOZE）「転寝」（14話〈アニメ10話〉）
毛先が長い綿毛のような見た目の毛玉のようなものが描かれたカードでクロウカード及びさくらカードの眠（スリープ）と同じく対象を眠らせる能力を持つ。
木之本家に遊びに来た秋穂を眠らせた。固着した後は前述の眠（スリープ）と同様にさくらが周囲に魔法の使用を気付かれないように使用することもある。
ラビリンス（LABYRINTH）「迷宮」（15話〈アニメ10話〉）
柱の間に聳えた複雑に入り乱れる形になっている多数の階段が描かれたカード。クロウカード及びさくらカードの迷（メイズ）のように特定の場所を迷宮にして対象を迷わせる能力を持つ。内部はループしており、闇雲に進んでも簡単に出ることは出来ない。
原作では桃矢と雪兎のバイト先である洋菓子店の裏口（路地裏）に出現して迷宮に変えた。
ケルベロスとユエが脱出方法を思案する中で突如、さくらが出口がどこなのか分かったと呟いて2人を出口に案内して固着した。
アニメでは転寝（スヌーズ）と同時に登場してさくらの家の前をカードの姿と同様の出口がない迷宮にした（さくらの家ごと迷宮に閉じ込めた）。
アニメには出口が出てきていないが、原作では出口が出てきているため、出口は存在する。
アピア（APPEAR）「顕現」（4話〈アニメ17話〉）
頭に羊の様な角が生えた体の様々な部位が水晶で構成された少女が描かれたカードで容姿は利佳に似ている。家庭科の調理実習で作ったロールケーキを操り、さくらに襲いかかってきた。使用した際の効果については現時点で不明。
ブレイズ（BLAZE）「火焰」（4話〈アニメ18話〉）
激しく燃え盛る炎を纏う火の鳥が描かれたカードで烈炎を吐く攻撃が得意。水源（アクア）を上回る威力を持つ。小狼が風（ウィンディ）のカードを使用して動きを封じた隙に固着された。クロウカード及びさくらカードの火（ファイアリー）に近い。
ミラー（MIRROR）「鏡像」（23話〈アニメ21話〉）
頭に鏡の角を持つ少女が描かれたカードで容姿はクロウカード及びさくらカードの鏡（ミラー）に似ている。映した対象を複写・複製する。強い魔力を持っていれば魔法も映すことが可能。発音は前述の鏡（ミラー）と同じ。
ブレイド（BLADE）「双剣」（30話〈アニメ未登場〉）
ハサミのような形で重なり合う2本の剣が描かれたカード。実体化すると杖が2本の剣に変化する。クロウカード及びさくらカードの剣（ソード）に近い。
リペア（REPAIR）「修復」（30話〈アニメ未登場〉）
糸巻を持つ少女の姿が描かれたカードで容姿は知世に似ている。壊れた対象を修復・復元する能力を持つ。作中では布や衣類を修復・復元するにしか使用していないため、外傷等を修復・復元することが出来るかは現時点で不明。
リワインド（REWIND）「逆戻」（33話〈アニメ未登場〉）
文字盤が逆さまの時計を片手にトナカイのようなツノを持つ幼少の男児が描かれたカードで容姿は小狼に似ている。対象（人物など）の時間を過去に遡らせる（巻き戻す）能力を持つ。
幼少期の小狼に会ってみたいというさくらの願望によって年齢が巻き戻った小狼を元の状態に戻す形で固着して入手した。巻き戻った年齢に合わせて記憶もなくなるわけではない様子（指示の付加があれば別）。
シェイド（SHADE）「影像」（38話〈アニメ未登場〉）
影のように黒い鳥が描かれたカード。効果がクロウカード及びさくらカードの影（シャドウ）と同一なのかどうかは現時点で不明。
ブレイク（BREAK）「破壊」（39話〈アニメ未登場〉）
空間の一部を破壊したかのような様子が描かれたカード。夢の中のローブの人物が小狼であることをさくらが違うと否定する形で固着して入手した。使用した際の効果については現時点で不明。
トランスファー（TRANSFER）「転移」（42話〈アニメ未登場〉）
2つの照準が左右の上下に描かれたカード。自分を含めた対象を指定した場所に転移させる能力を持つ。使い方次第で2つの対象の位置を入れ替えることが出来る。クロウカード及びさくらカードの移（ムーブ）に似た能力を持つ。作中では海度と小狼を止める際に登場。しかし、海度が時戻しの魔法を使用した為に時間は巻き戻ったが創ったカードはそのまま手元に残った事でさくら達に違和感を残す事になる。
プロミス（PROMISE）「約束」（44話〈アニメ未登場〉）
修道服を着た男性の姿をしたカードで、雪兎に似ている。さくらと雪兎が指切りげんまんをした時に固着した。使用した際の効果については現時点で不明。
ミラージュ（MIRAGE）「幻影」（46話〈アニメ14話〉）
頭の上に光の結晶を乗せた大きな白い鳥が描かれたカード。願望を現実に現す、それを空間として展開させる能力を持つ。
原作では、学校の校庭のフェンスにさくらが夢で見たローブ目深に被った人物を現した。
アニメでは、月峰神社の市にやって来たさくらたちを異空間に連れ去り、さくら以外の人物を動物の姿に変えた。元の世界に戻りたいと願えば異空間から脱出できる。
原作では、最初のアニメから登場し、原作に登場したカードでもある。
クロウカード及びさくらカードでいう幻（イリュージョン）と創（クリエイト）に似た能力を持つ。
ドリーミング（DREAMING)「夢見」（46話〈アニメ未登場〉）
ローブを目深に被った魔術師の姿をしたカードで、さくらが夢で見たローブ目深に被った人物に似ている。使用した際の効果については現時点で不明。
タイム（TIME）「時間」（51話〈アニメ未登場〉）
時計のようなカードで、その模している時計は、原作でさくらがひいじいさんにもらった撫子（桜の母）の形見に似ており、その後、時計はどこを探して見つからなかった。使用した際の効果については現時点で不明。
トゥルーオワフォールス（TRUE OR FALSE）「虚実」（58話〈アニメ未登場〉）
本を持つ少女の姿が描かれたカードで容姿は奈緒子に似ている。使用した際の効果については現時点で不明。
チョイス（CHOICE）「選択」（61話〈アニメ未登場〉）
剣を持つ騎士の姿が描かれたカードで容姿は桃矢に似ている。使用した際の効果については現時点で不明。
カインドネス（KINDNESS）「慈愛」（61話〈アニメ未登場〉）
杖を持った魔道士のような姿をした男性が描かれたカードで容姿は藤隆に似ている。使用した際の効果については現時点で不明。
シンクロナイズ（SYNCHRONIZE）「呼応」（62話〈アニメ未登場〉）
結晶を持った男女の姿が描かれたカードで容姿は山崎と千春に似ている。使用した際の効果については現時点で不明。

### アニメ版のみに登場
グラビテーション（GRAVITATION）「引力」（アニメ5話）
空で月と太陽が矢印で引っ張り合っているのが描かれたカード。グラビテーションは英語で引力、重力どちらの意味もあるがこのカードでは引力を指す。
お花見に来たさくらを能力で引っ張って能力の核となった大きな枝垂れ桜まで強制的に連れてきた。強い引力の力で対象を引き寄せる能力を持つ（使用した際はワープホールのようなものを展開し、引力を利用して大道寺家の迷路のような庭を移動したり、迷宮のカードの迷宮を移動した際の着地にも使われた）。その威力は包囲（シージュ）ごと引っ張ることができるほど。
リバーサル（REVERSAL）「逆転」（アニメ11話）
中心を境に上下に生えた結晶が描かれたカードで対象を上下逆さまにする能力を持つ。
友枝中央公園の遊具を能力で浮かばせて逆さまにさせた。固着する際にはその能力はさくらにも及び、危うくさくら自身も逆さまにさせられそうになった。
重いものを持ち上げることができるという点では、クロウカード及びさくらカードでいう力（パワー）に似ている。
ヘイル（HAIL）「氷雹」（アニメ12話）
雹が描かれたカードでイラストの通り、雹を降らせる能力を持つ。球技大会中に大粒の雹を中学校のグラウンドに降らせた。反射（リフレクト）で跳ね返した際にはその大きさと硬度でコンクリート柱にヒビが入るほど。
クロウカード及びさくらカードでいう雪（スノウ）と凍（フリーズ）に似た能力を持つ。
スウィング（SWING）「揺動」（アニメ15話・16話）
頭に角の生えた土色の龍が描かれたカードで地震を起こす能力を持つ。
地中に潜って知世の家で地震を起こして庭を荒らした。
クロウカード及びさくらカードでいう地（アーシー）と似た能力を持つ。しかし、名前に「地」の文字が入っていないため、さくらたちはこのカードを「地」属性のカードとみなしていない様子。
作中では使用した場面がない。
ストラグル（STRUGGLE）「争闘」（アニメ16話）
頭の両側を薄い赤系統の水晶のようなお団子にした、赤い中国服を着た少女が描かれたカードで容姿は苺鈴に似ている。高い格闘スキルを身に付ける（格闘技を駆使する）能力を持つ。その威力は、パンチで民家の外壁を粉砕するほど。クリアカードの中で人型で実体化したカードでもある。
知世の家から帰路につくさくらと苺鈴の前に現れ、襲い掛かった。両肩の石を同時に壊さなければ動きを止められない。
クロウカード及びさくらカードでいう闘（ファイト）と同じ能力と、双（ツイン）に似た性質を持つ。